# Strano incontro
Strano incontro (Love with the Proper Stranger) è un film del 1963 diretto da Robert Mulligan, che valse a Natalie Wood la sua seconda candidatura al premio Oscar come miglior attrice protagonista.

## Trama
Angela è una ragazza italoamericana con tre fratelli molto legati e disposti a tutto pur di difenderne l'onore. Purtroppo, dopo la prima uscita da sola, Angela rimane incinta di Johnny, che non può e non vuole sposare. Decide di abortire, ma poi ci ripensa. Alla fine Johnny si dimostra innamorato e si metterà insieme a lei.